# Дачне (заказник)
Дачне — лісовий заказник місцевого значення в Україні. Розташований в Голосіївському районі міста Києва. Площа - 6 га.

## Історія
Заказник був створений спільним рішенням виконкомів міської і обласної Рад народних депутатів № 522/173 від 10.04.1978.. Розташований на території кв. 23, 27, 30, 31 Дачного лісництва.

## Опис
Парк знаходиться на території лісостепової зони. З хаарактером рослинності належить до зони змішаних лісів. Клімат помірно континентальний. У цілому клімат району розташування заказнику сприятливий для успішного росту деревних і чагарникових порід: дуба черещатого і дуба червоного, ліщини, липи, клена гостролистого, граба, берези, вільхи, ясена звичайного, а також багатьох інтродуцентів: модрини, бука, бархата амурського. Територія прорізана глибокими балками і ярами. Основний тип лісу – волога грабово-дубова діброва. Середній вік 130 років.